# Xã Lakefield, Quận Luce, Michigan
Xã Lakefield (tiếng Anh: Lakefield Township) là một xã thuộc quận Luce, tiểu bang Michigan, Hoa Kỳ. Năm 2010, dân số của xã này là 1.061 người.